# رون كوفيك
رون كوفيك (بالإنجليزية: Ron Kovic)‏ (4 يوليو 1946) جندي أمريكي سابق شارك في حرب فيتنام حيث أصيب بالشلل وأصبح ناشطاً ضد الحرب، نشر قصة حياته في كتاب عنوانه «مولود في الرابع من يوليو» الذي تحول في عام 1989 إلى فيلم سينمائي من إخراج المخرج أوليفر ستون ومن بطولة الممثل توم كروز الذي قام بتجسيد دور كوفيك.

## نشأته
ولد رون كوفيك في يوم الاستقلال الأمريكي بولاية ويسكونسون، ونشأ في مدينة ماسابيكوا بولاية نيو يورك مع عائلته الكاثوليكية. تخرج من المدرسة الثانوية في العام 1964 لكي يلتحق بقوات المشاة البحرية أو المارينز حيث تلقى تدريبا عسكريا مكثفا.

## حرب فيتنام وإصابته
في ديسمبر 1965 أرسل إلى فيتنام كعضو في الكتيبة الثالثة.
في 20 يناير 1968 توجه كوفيك برفقة كتيبته إلى إحدى القرى الفيتنامية وهناك تربص بهم العدو وأصيب كوفيك بطلقتين ناريتين وكانت الأولى في قدمه الأيمن، والثانية في كتفه وأدت إلى إصابته بشلل كامل من أسفل منطقة الصدر، وأمضى أسبوعاً في جناح العناية الفائقة بمدينة دا نانغ وعاد إلى الولايات المتحدة لتلقي العلاج والتأهيل في إحدى المستشفيات العسكرية في منطقة برونكس.

## نشاطه ضد الحرب
حضر كوفيك أول مظاهرة للسلام بعيد حادثة جامعة كينت بولاية أوهايو في 4 مايو 1970، وتعرض للاعتقال في مظاهرة ضد الحرب في فيتنام في ربيع 1971 أثناء تواجده في مكتب تجنيد بولاية كاليفورنيا وندد بإرسال الشبان إلى فيتنام لكي يتعرضوا للموت أو العاهات المستديمة، ورفض مغادرة المكتب وقامت الشرطة باعتقاله.
في صيف 1974 قرر كوفيك أن ينشر سيرته الذاتية بعنوان «مولود في الرابع من يوليو» ليوضح للناس معاناته في حرب فيتنام، وكيف تعرض الشعب الأمريكي لأكبر خدعة من قبل حكومتهم عندما تم إيهامهم بمخاطر الشيوعية وكانت النتيجة مقتل الأبرياء من كلا الطرفين.

## جوائز
في 20 يناير 1990 أي بعد 22 عاما من تعرضه للإصابة نال كوفيك جائزة الكرة الذهبية عن أفضل سيناريو لفيلم «مولود في الرابع من يوليو» كما حصل على ترشيح لجائزة الأوسكار.

## وصلات خارجية
- رون كوفيك على موقع IMDb (الإنجليزية)
- رون كوفيك على موقع ألو سيني (الفرنسية)
- رون كوفيك على موقع أول موفي (الإنجليزية)
- رون كوفيك على موقع قاعدة بيانات الفيلم (الإنجليزية)

http://www.arrafid.ae/arrafid/p22_8-2010.html
http://www.imdb.com/name/nm0468407/